# サイクロン (バンド)
サイクロンは兵庫県出身のパンク・ロックバンドである。2000年2月結成。2002年EINSTEIN RECORDS/UKプロジェクトより1stミニアルバムリリース。2003年には日本クラウンからの企画盤に参加やPENPALSと共に阪神タイガースの六甲おろしをカバーするなど様々な企画にも参加した。vo.AO-youngを中心にメンバーチェンジを重ねながらツアー、リリースを続け2010年活動休止を発表。2012年9月11日に公式ホームページにて解散を発表した。

## メンバー
- AO-young（ボーカル）
- 前田靖教（ギター）
- 福本晶憲（ベース）

## ディスコグラフィー

### ミニアルバム
1. サイクロン / EINSTEIN RECORDS （2002年10月18日）600円（税込）[1万枚限定生産、現在廃盤]
2. 手を伸ばして / CAFEONTHE BEACH  （2006年1月25日）1500円（税込）
3. 光とシャム猫 / OFFICE REDEYE （2008年11月19日）1500円（税込）

### アルバム
1. 快進撃 / EINSTEIN RECORDS  （2003年3月23日）1800円（税込）

### 参加作品
- THE BLUE HEARTS SUPER TRIBUTE/日本クラウン（2003年3月） - わーわー
- 六甲おろし2003優勝記念盤（2003年9月）

### DVD
1. メイキングオブ光とシャム猫/　OFFICE REDEYE（ORE-119 NOT FOR SALE）

（2008年11月）
アルバム「光とシャム猫」初回特典 タワーレコード全国対象店舗10箇所限定の無料DVD 現在廃盤
1. LIVEDOCUMENTARY 3196DIEorDIE～シャム猫達は光に手を伸ばす～ / OFFICE REDEYE （2009年12月）2300円（税込）

初となるwebサイトでの通販限定